# Groupe de Lorentz
Le groupe de Lorentz est le groupe mathématique constitué par l'ensemble des transformations de Lorentz de l'espace de Minkowski.
Les formules mathématiques :
- des lois de la cinématique de la relativité restreinte ;
- des équations de champ de Maxwell dans la théorie de électromagnétisme ;
- de l'équation de Dirac dans la théorie de l'électron

sont toutes invariantes sous les transformations de Lorentz. En conséquence, le groupe de Lorentz exprimerait la symétrie fondamentale de plusieurs lois de la nature.

## Groupe de Lorentz restreint
Le groupe de Lorentz propre et orthochrone ou restreint {\displaystyle \operatorname {SO} _{0}(1,3)} est un sous-groupe du groupe orthogonal {\displaystyle \operatorname {O} (1,3)} qui réunit tous les automorphismes orthogonaux (applications linéaires bijectives) de l'espace vectoriel sous-jacent à l'espace de Minkowski.
Il inclut deux types de symétries :
1. les rotations statiques de l'espace ;
2. les transformations spéciales de Lorentz.

Ces transformations conservent non seulement la forme quadratique {\displaystyle c^{2}t^{2}-x^{2}-y^{2}-z^{2}}, forme de Lorentz de signature (1,3), mais aussi l'orientation ainsi que l'origine des repères de l'espace de Minkowski.
En physique, il s'agit des changements de référentiels de la relativité restreinte qui envoient un repère inertiel sur un autre, tout en conservant leur orientation aussi bien spatiale que temporelle, ainsi que l'origine du repère d'espace-temps. Ces transformations sont dites linéaires, propres et orthochrones.

Transformations génératrices du groupe de Lorentz restreint
Rotations statiques de l'espace. Note : Il s'agit d'un pivotement d'angle {\displaystyle \theta } autour d'un axe passant par l'origine, et non d'un mouvement de rotation continu.
Transformations spéciales de Lorentz (boosts de Lorentz). Note : Les transformations étant linéaires, les origines des repères sont confondues à t=t'=0.

### Définition
Les transformations du groupe de Lorentz sont des changements linéaires de coordonnées entre référentiels inertiels, qui transforment un quadrivecteur {\displaystyle X} en {\displaystyle X'} :
{\displaystyle X'=\Lambda X}
Pour être compatibles avec les principes de la relativité restreinte, ces transformations doivent préserver l'intervalle d'espace-temps {\displaystyle \Delta s^{2}} entre deux évènements. Mathématiquement, cela signifie que les matrices {\displaystyle \Lambda } satisfont la condition :
{\displaystyle ^{t}\Lambda ~\eta ~\Lambda =\eta }
où {\displaystyle \eta } est la métrique de Minkowski {\displaystyle \eta =}diag{\displaystyle (+1,-1,-1,-1)}. L'ensemble de ces matrices forme bien un groupe, car chaque transformation possède un inverse et le produit de deux transformations du groupe de Lorentz est aussi une transformation du groupe de Lorentz. De plus, le produit est associatif et il existe une transformation identité. Les transformations qui préservent l'orientation de l'espace sont dites propres, et correspondent aux matrices {\displaystyle \Lambda }  de déterminant positif  :
det {\displaystyle \Lambda =+1}
au contraire, les transformations telles que det {\displaystyle \Lambda =-1} sont dites impropres. Par ailleurs, les transformations qui préservent l'orientation du temps sont dites orthochrones et satisfont :
{\displaystyle {\Lambda ^{0}}_{0}\geq +1}
Le groupe de Lorentz restreint se limite aux transformations à la fois propres et orthochrones. Le groupe de Lorentz complet s'obtient à partir du groupe de Lorentz restreint en introduisant les opérateurs discrets de parité et renversement du temps.

### Propriétés
- Le groupe de Lorentz restreint est un groupe de Lie à 6 paramètres (3 paramètres pour les rotations et 3 pour les boosts). Toute transformation {\displaystyle \Lambda } se décompose de manière unique comme le produit d'un boost {\displaystyle L} et d'une rotation spatiale {\displaystyle R} :

{\displaystyle \Lambda =L\cdot R}
- La composition de deux rotations spatiales donne une rotation spatiale. L'ensemble des rotations spatiales forme un sous-groupe isomorphe au groupe des rotations {\displaystyle \operatorname {SO} (3)}.
- La composition de deux boosts de directions différentes ne donne pas un autre boost, mais est équivalent au produit d'un boost et d'une rotation (on parle alors de rotation de Thomas, ou rotation de Wigner). Par conséquent, l'ensemble des boosts ne forme pas un sous-groupe.
- La composition de deux boosts de même direction donne un autre boost (dans ce cas, ce sont les rapidités des deux boosts qui s'additionnent, et non leurs vitesses). L'ensemble des boosts de même direction forme un sous-groupe à un paramètre.

### Classification des transformations
Le groupe de Lorentz restreint {\displaystyle \operatorname {SO} _{0}(1,3)} est isomorphe au groupe de Möbius {\displaystyle {\mathcal {M}}({\widehat {\mathbb {C} }})}, ce qui correspond au groupe de symétrie des transformations conformes de la sphère de Riemann. Ses éléments, autres que l'identité, peuvent être répartis par classes de conjugaison :
- Transformations elliptiques : Cette classe inclut les rotations du système de coordonnées suivant un axe passant par l'origine.
Exemple : Rotation d'angle {\displaystyle \theta } autour de l'axe {\displaystyle x}.
{\displaystyle \Lambda ={\begin{pmatrix}1&0&0&0\\0&1&0&0\\0&0&\cos \theta &-\sin \theta \\0&0&\sin \theta &\cos \theta \end{pmatrix}}}
- Transformations hyperboliques : Cette classe inclut les transformations spéciales de Lorentz, laissant inchangé un plan de l'espace.
Exemple : Boost de vitesse {\displaystyle v} selon l'axe {\displaystyle x} (avec {\displaystyle -c<v<c~}), correspondant à une rotation hyperbolique {\displaystyle \psi =\operatorname {argth} (v/c)}.
{\displaystyle \Lambda ={\begin{pmatrix}\cosh \psi &\sinh \psi &0&0\\\sinh \psi &\cosh \psi &0&0\\0&0&1&0\\0&0&0&1\end{pmatrix}}}
- Transformations loxodromiques[1] (ou quadrivis) : Transformations combinant une transformation spéciale de Lorentz de direction donnée et une rotation dans le plan qui lui est orthogonal. Elles se caractérisent par un angle et une rapidité.
Exemple : Quadrivis combinant une rotation hyperbolique de rapidité {\displaystyle \psi } suivant l'axe {\displaystyle x} et une rotation spatiale d'angle {\displaystyle \theta } autour de l'axe {\displaystyle x}.
{\displaystyle \Lambda ={\begin{pmatrix}\cosh \psi &\sinh \psi &0&0\\\sinh \psi &\cosh \psi &0&0\\0&0&\cos \theta &-\sin \theta \\0&0&\sin \theta &\cos \theta \end{pmatrix}}}
- Transformations paraboliques[2] (ou rotations lumière) : Transformations laissant invariant un plan de l'espace de Minkowski tangent au cône de lumière.
Exemple : Rotation lumière de paramètre réel {\displaystyle \alpha }. Un photon de quadri-moment {\displaystyle \mathbf {P} =(p,p,0,0)} se propageant suivant l'axe des {\displaystyle x} dans le sens positif n'est pas affecté par la transformation (cette direction lumière invariante est unique pour chaque rotation lumière).
{\displaystyle \Lambda ={\begin{pmatrix}1+2\alpha ^{2}&-2\alpha ^{2}&2\alpha &0\\2\alpha ^{2}&1-2\alpha ^{2}&2\alpha &0\\2\alpha &-2\alpha &1&0\\0&0&0&1\end{pmatrix}}}

Note : Toute transformation du groupe de Lorentz restreint est nécessairement une quadrivis ou une rotation lumière. Les autres types de transformations peuvent être vus comme des cas limites de ces dernières.

### Lien avec le groupeSL(2, ℂ)
Le groupe spécial linéaire SL(2, ℂ) est le groupe de revêtement universel du groupe de Lorentz restreint {\displaystyle \operatorname {SO} _{0}(1,3)}. Par conséquent, toute transformation de Lorentz restreinte peut être réécrite de manière condensée sous forme d'une matrice 2 × 2 complexe.
Ces matrices agissent sur l'espace de Minkowski en identifiant chaque évènement {\displaystyle (t,x,y,z)} par une matrice hermitienne 2 × 2. En prenant pour base les matrices de Pauli :
{\displaystyle X={\begin{bmatrix}ct+z&x-iy\\x+iy&ct-z\end{bmatrix}}=ct1\!\!1+x\sigma _{x}+y\sigma _{y}+z\sigma _{z},}
Avec cette notation, le calcul du déterminant fait apparaître la forme quadratique invariante correspondant à la pseudo-norme relativiste :
{\displaystyle \det \,X=c^{2}t^{2}-x^{2}-y^{2}-z^{2},}
La matrice de {\displaystyle \operatorname {SL} (2,\mathbb {C} )} associée à une transformation de Lorentz donnée agit sur cet évènement via :
{\displaystyle X\mapsto PXP^{*}~.}
où {\displaystyle P^{*}} est la matrice adjointe de {\displaystyle P}. Cette transformation préserve bien la valeur du déterminant, et donc la structure de l'espace de Minkowski.
L'opération qui à toute matrice de {\displaystyle \operatorname {SL} (2,\mathbb {C} )} associe une transformation de Lorentz est appelée application spineur ou morphisme spinoriel.
L'intérêt de cette relation vient du fait que certaines propriétés de {\displaystyle \operatorname {SO} _{0}(1,3)} peuvent être déduites de l'étude des propriétés bien connues de {\displaystyle \operatorname {SL} (2,\mathbb {C} )}. En particulier leurs algèbres de Lie sont similaires, ce qui facilite l'étude des représentations du groupe de Lorentz.
|                                                     | Rotation spatiale | Transf. de Lorentz spéciale | Quadrivis | Rotation lumière |
| --------------------------------------------------- | --- | --- | --- | --- |
| {\displaystyle \operatorname {SL} (2,\mathbb {C} )} | {\displaystyle {\begin{pmatrix}\cos {\frac {\theta }{2}}&-i\sin {\frac {\theta }{2}}\\-i\sin {\frac {\theta }{2}}&\cos {\frac {\theta }{2}}\end{pmatrix}}} | {\displaystyle {\begin{pmatrix}\cosh {\frac {\psi }{2}}&\sinh {\frac {\psi }{2}}\\\sinh {\frac {\psi }{2}}&\cosh {\frac {\psi }{2}}\end{pmatrix}}} | {\displaystyle {\begin{pmatrix}\cosh {\frac {\psi -i\theta }{2}}&\sinh {\frac {\psi -i\theta }{2}}\\\sinh {\frac {\psi -i\theta }{2}}&\cosh {\frac {\psi -i\theta }{2}}\end{pmatrix}}} | {\displaystyle {\begin{pmatrix}1+i\alpha &-i\alpha \\i\alpha &1-i\alpha \end{pmatrix}}}                                                                                     |
| {\displaystyle \operatorname {SO} _{0}(1,3)}        | {\displaystyle \scriptstyle {\begin{pmatrix}1&0&0&0\\0&1&0&0\\0&0&\cos \theta &-\sin \theta \\0&0&\sin \theta &\cos \theta \end{pmatrix}}}                 | {\displaystyle \scriptstyle {\begin{pmatrix}\cosh \psi &\sinh \psi &0&0\\\sinh \psi &\cosh \psi &0&0\\0&0&1&0\\0&0&0&1\end{pmatrix}}}              | {\displaystyle \scriptstyle {\begin{pmatrix}\cosh \psi &\sinh \psi &0&0\\\sinh \psi &\cosh \psi &0&0\\0&0&\cos \theta &-\sin \theta \\0&0&\sin \theta &\cos \theta \end{pmatrix}}}     | {\displaystyle \scriptstyle {\begin{pmatrix}1+2\alpha ^{2}&-2\alpha ^{2}&2\alpha &0\\2\alpha ^{2}&1-2\alpha ^{2}&2\alpha &0\\2\alpha &-2\alpha &1&0\\0&0&0&1\end{pmatrix}}} |

Note : L'application spineur est surjective. À toute transformation de Lorentz restreinte correspond une matrice de {\displaystyle \operatorname {SL} (2,\mathbb {C} )} et son opposée (on parle de revêtement à deux feuillets).

## Groupe de Lorentz complet
Le groupe de Lorentz complet {\displaystyle \operatorname {O} (1,3)} est un sous-groupe du groupe de Poincaré complet {\displaystyle R^{1,3}\rtimes \operatorname {O} (1,3)} qui réunit toutes les isométries affines de l'espace de Minkowski. Le groupe de Poincaré inclut en plus les translations statiques de l'origine, il est donc parfois appelé groupe de Lorentz affine ou inhomogène.
Le groupe de Lorentz homogène est un groupe linéaire fermé, c'est un groupe de Lie non-compact, et non-connexe,, de dimension 6. Contrairement au groupe de Lorentz restreint, le temps peut être renversé (Symétrie T), ainsi que les coordonnées d'espace (Parité). Ces symétries supplémentaires mènent notamment à des applications en mécanique quantique.

## Représentations du groupe de Lorentz

Transformation de Lorentz pour une charge électrique. La charge est au repos dans un référentiel mais pas dans l'autre.

Les transformations du groupe de Lorentz sont représentées par des matrices 4 × 4 agissant sur des quadrivecteurs. On peut cependant souhaiter appliquer ces transformations à des objets de nature différente, tels que des scalaires (masse, temps propre, intervalle d'espace-temps...), des tenseurs (champ électromagnétique) ou encore des spineurs. On devra alors utiliser une représentation du groupe de Lorentz adaptée.
Ainsi, pour un objet {\displaystyle F} quelconque (rapporté à un vecteur de dimension {\displaystyle n}), les changements de coordonnées s'écrivent :
{\displaystyle F'=\Pi (\Lambda )F}
où {\displaystyle \Pi } est une représentation du groupe qui décrit les transformations {\displaystyle \Lambda } sous forme de matrices {\displaystyle n\times n}.
La quantité {\displaystyle F} est dite covariante.

Exemples :
- Prenons une quantité scalaire telle que la masse propre d'un corps. Cette quantité étant invariante par changement de référentiel, la représentation associée est la représentation triviale (autrement dit {\displaystyle \Pi (\Lambda )\equiv 1}).

- La transformation du champ électromagnétique nécessite aussi d'utiliser une représentation adaptée du groupe de Lorentz. En relativité restreinte, les champs électrique et magnétique ne peuvent en effet être considérés comme deux objets physiques séparés. Il n'est pas possible d'appliquer de manière naïve les transformations de Lorentz au champ électrique puis au champ magnétique de manière indépendante : le champ électromagnétique doit être vu comme un unique tenseur doté de six composantes indépendantes. Le groupe de Lorentz peut ainsi être représenté par des matrices {\displaystyle 6\times 6} agissant sur un vecteur champ à 6 dimensions :

{\displaystyle F'={\begin{bmatrix}{E'}_{}^{1}\\{E'}_{}^{2}\\{E'}_{}^{3}\\{B'}_{}^{1}\\{B'}_{}^{2}\\{B'}_{}^{3}\end{bmatrix}}={\begin{bmatrix}\Pi (\Lambda )_{0}^{0}&\Pi (\Lambda )_{1}^{0}&\Pi (\Lambda )_{2}^{0}&\Pi (\Lambda )_{3}^{0}&\Pi (\Lambda )_{4}^{0}&\Pi (\Lambda )_{5}^{0}\\\Pi (\Lambda )_{0}^{1}&\Pi (\Lambda )_{1}^{1}&\Pi (\Lambda )_{2}^{1}&\Pi (\Lambda )_{3}^{1}&\Pi (\Lambda )_{4}^{1}&\Pi (\Lambda )_{5}^{1}\\\Pi (\Lambda )_{0}^{2}&\Pi (\Lambda )_{1}^{2}&\Pi (\Lambda )_{2}^{2}&\Pi (\Lambda )_{3}^{2}&\Pi (\Lambda )_{4}^{2}&\Pi (\Lambda )_{5}^{2}\\\Pi (\Lambda )_{0}^{3}&\Pi (\Lambda )_{1}^{3}&\Pi (\Lambda )_{2}^{3}&\Pi (\Lambda )_{3}^{3}&\Pi (\Lambda )_{4}^{3}&\Pi (\Lambda )_{5}^{3}\\\Pi (\Lambda )_{0}^{4}&\Pi (\Lambda )_{1}^{4}&\Pi (\Lambda )_{2}^{4}&\Pi (\Lambda )_{3}^{4}&\Pi (\Lambda )_{4}^{4}&\Pi (\Lambda )_{5}^{4}\\\Pi (\Lambda )_{0}^{5}&\Pi (\Lambda )_{1}^{5}&\Pi (\Lambda )_{2}^{5}&\Pi (\Lambda )_{3}^{5}&\Pi (\Lambda )_{4}^{5}&\Pi (\Lambda )_{5}^{5}\end{bmatrix}}{\begin{bmatrix}{E}_{}^{1}\\{E}_{}^{2}\\{E}_{}^{3}\\{B}_{}^{1}\\{B}_{}^{2}\\{B}_{}^{3}\end{bmatrix}}}
Note :  En pratique, le champ électromagnétique est généralement plutôt exprimé sous forme tensorielle, avec : {\displaystyle F^{\mu '\nu '}={\Lambda ^{\mu '}}_{\mu }{\Lambda ^{\nu '}}_{\nu }F^{\mu \nu }.}
- Les bispineurs intervenant dans l'équation de Dirac sont des vecteurs de nombres complexes à 4 composantes. Les matrices {\displaystyle 4\times 4} originelles du groupe de Lorentz sont cependant inappropriées, même en se restreignant aux rotations. Une représentation spinorielle {\displaystyle 4\times 4} des transformations de Lorentz est donc nécessaire.

## Généralisation en dimension supérieure
Le concept du groupe de Lorentz se généralise naturellement à un espace-temps doté d'un nombre quelconque de dimensions. Mathématiquement, le groupe de Lorentz d'un espace de Minkowski à {\displaystyle n+1} dimensions est le groupe {\displaystyle \operatorname {O} (1,n)} (ou {\displaystyle \operatorname {O} (n,1)}) des transformations linéaires de {\displaystyle \mathbb {R} ^{n+1}} qui préservent la forme quadratique :
{\displaystyle (x_{0},x_{1},\cdots ,x_{n})\mapsto (x_{0})^{2}-(x_{1})^{2}-\cdots -(x_{n})^{2}}
La plupart des propriétés du groupe de Lorentz à quatre dimensions (n = 3) se généralisent pour des valeurs de n arbitraires. Les cas n = 1 et n = 2 servent principalement de modèles d'étude simplifiés pour le cas physique n = 3. Les cas de plus grande dimension sont utilisés dans des théories physiques qui postulent l'existence de dimensions cachées, comme la théorie des cordes, et dans certains modèles cosmologiques tels que l'univers de de Sitter.